# Alice hinter den Spiegeln
Alice hinter den Spiegeln (auch: Alice im Spiegelland sowie: Durch den Spiegel und was Alice dort fand; im Original: Through the Looking-Glass, and What Alice Found There) (1871) ist ein von Lewis Carroll verfasstes Kinderbuch und die Fortsetzung zu Alice im Wunderland (1865).

## Entstehungsgeschichte
Nach dem großen Erfolg seines im Jahre 1865 erschienenen Buches Alice im Wunderland beschloss Lewis Carroll, eine Fortsetzung zu schreiben. Als Illustrator wollte er erneut John Tenniel gewinnen, doch dieser lehnte das Angebot zunächst ab, da er zu beschäftigt war. Beim Druck von Alice war es außerdem zu einem Debakel gekommen, da Tenniel mit dem Druck seiner Bilder unzufrieden war und Carroll die gesamte Auflage deswegen vom Markt nehmen musste. Schließlich ließ sich Tenniel aber doch zu einer neuen Zusammenarbeit überreden. Der Roman erschien zur Weihnachtszeit 1871 mit einer Erstauflage von 9.000 Büchern und später noch einmal 6.000 weiteren Exemplaren. Nur sieben Wochen nach Erscheinen des Buches waren die 15.000 Exemplare verkauft.

## Inhalt

### Kapitel I: Das Haus hinterm Spiegel

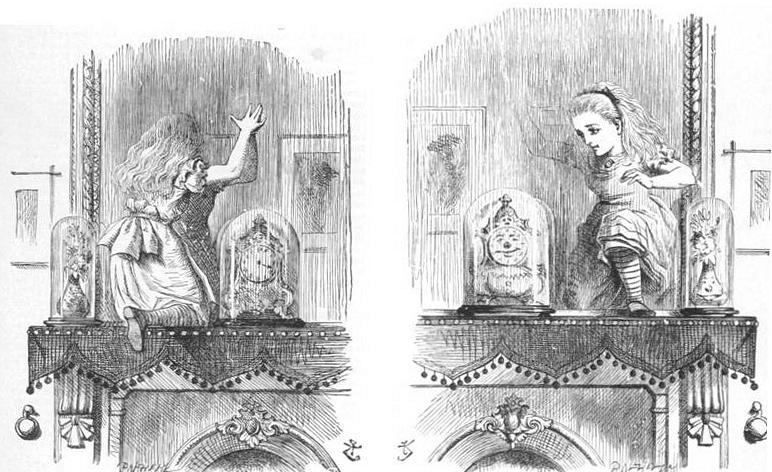
Alice betritt das Spiegelland, Illustration von Sir John Tenniel

Wo Alice im Wunderland an einem warmen Tag im Mai, Alices Geburtstag, beginnt, so startet die Geschichte diesmal an einem verschneiten Tag Anfang November. Alice spielt mit ihrer Katze Dinah und deren Kätzchen, einer schwarzen und einer weißen, vor dem Kamin und philosophiert, wie die Welt wohl auf der anderen Seite eines Spiegels aussehen würde. Daraufhin klettert sie auf den Kaminsims und stellt fest, dass der Spiegel über dem Kamin tatsächlich zu einer Parallelwelt führt. Auf der anderen Seite findet sie eine reflektierte Version ihres Hauses vor, in dem Gegenstände – z. B. Bilder, Uhren und Schachfiguren – lebendig sind. Sie findet dort auch ein Buch, das in Spiegelschrift geschrieben ist. Es beinhaltet das Nonsensgedicht des Jabberwocky. Sie beschließt, das Haus weiter zu erforschen und begibt sich in den Garten.

### Kapitel II: Im Garten der sprechenden Blumen

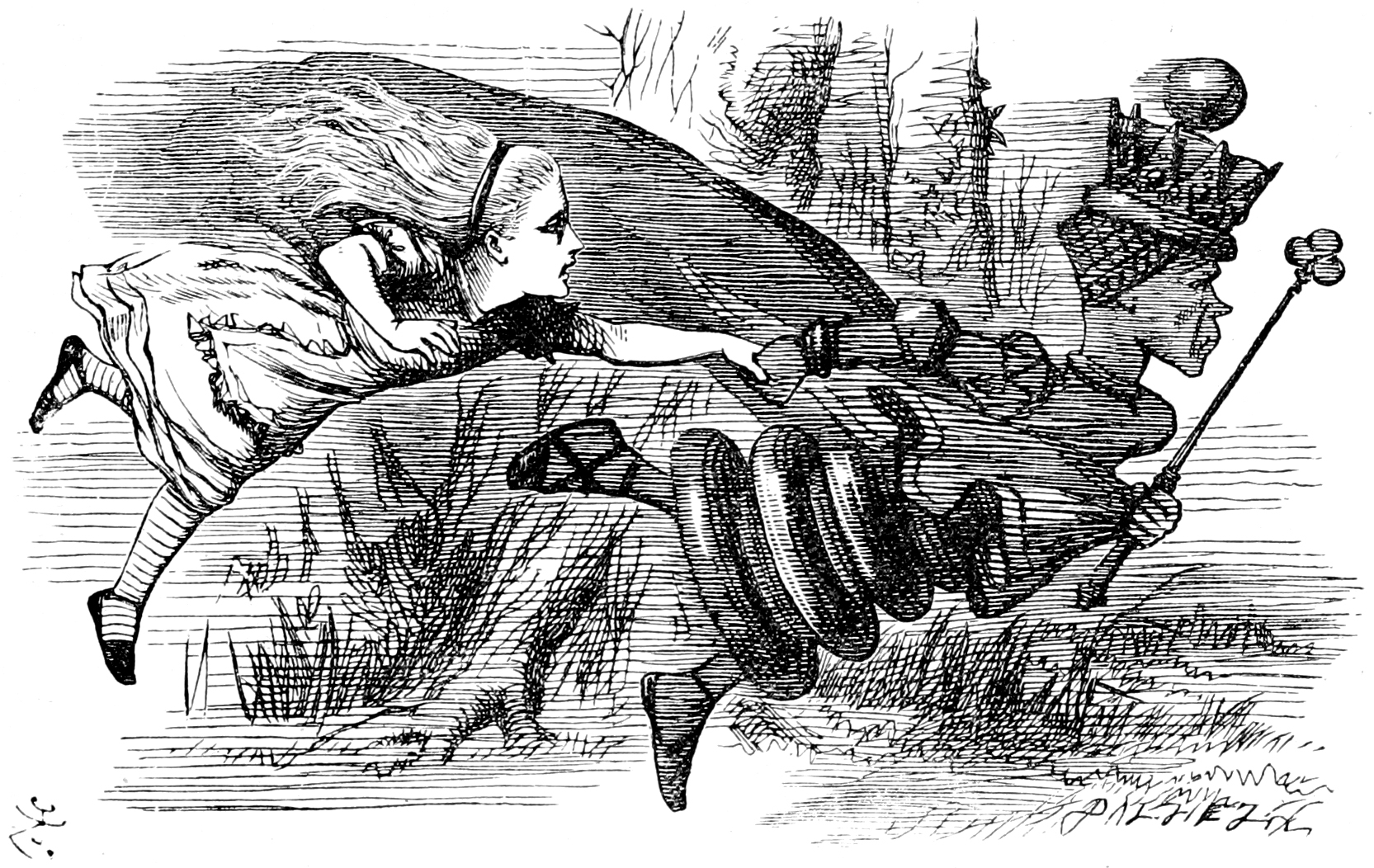
Alice und die Schwarze Königin, Illustration von Sir John Tenniel

Nachdem Alice das Haus verlassen hat, findet sie sich in einem sonnigen Garten wieder, der von sprechenden Blumen bevölkert ist. Sie trifft dort auch die Schwarze Königin (im Englischen die rote Königin) und entdeckt, dass die Landschaft wie ein großes Schachbrett aufgemacht ist. Alice möchte auch am Spiel teilnehmen. Sie wird von der Schwarzen Königin als weißer Königinbauer (im Original White Queen’s pawn) eingesetzt und startet vom Zweiten Feld. Wenn sie ins achte Feld gelangt, wird sie zur Königin. Daraufhin nimmt die Königin Alice bei der Hand und rennt mit einem unglaublichen Tempo durch den Wald, ohne sich dabei fortzubewegen. Nachdem die Königin weitergezogen ist, bereitet Alice sich auf ihren ersten Zug vor.

### Kapitel III: Eine Spiegelschnake und andere Insekten
Alice schafft sich einen Überblick über die Landschaft und beobachtet fliegende Elefanten, die Honig sammeln. Sie beschließt dann weiter zu gehen, überquert den ersten von sechs kleinen Bächen und findet sich in einer Eisenbahn wieder. Dort trifft sie allerlei ungewöhnliche Fahrgäste (z. B. verschiedene Tiere und einen Mann, der in weißes Papier gekleidet ist). Der Zug überspringt das Dritte Feld und bringt Alice mit der Überquerung des nächsten Baches direkt ins Vierte Feld. Alice findet sich unter einem Baum wieder, wo ihr eine große Mücke Luft zufächelt. Sie stellt ihr auch die Spiegelinsekten vor, z. B. die Schaukelpferdfliege oder den Weihnachtsfalter.

### Kapitel IV: Zwiddeldum und Zwiddeldei

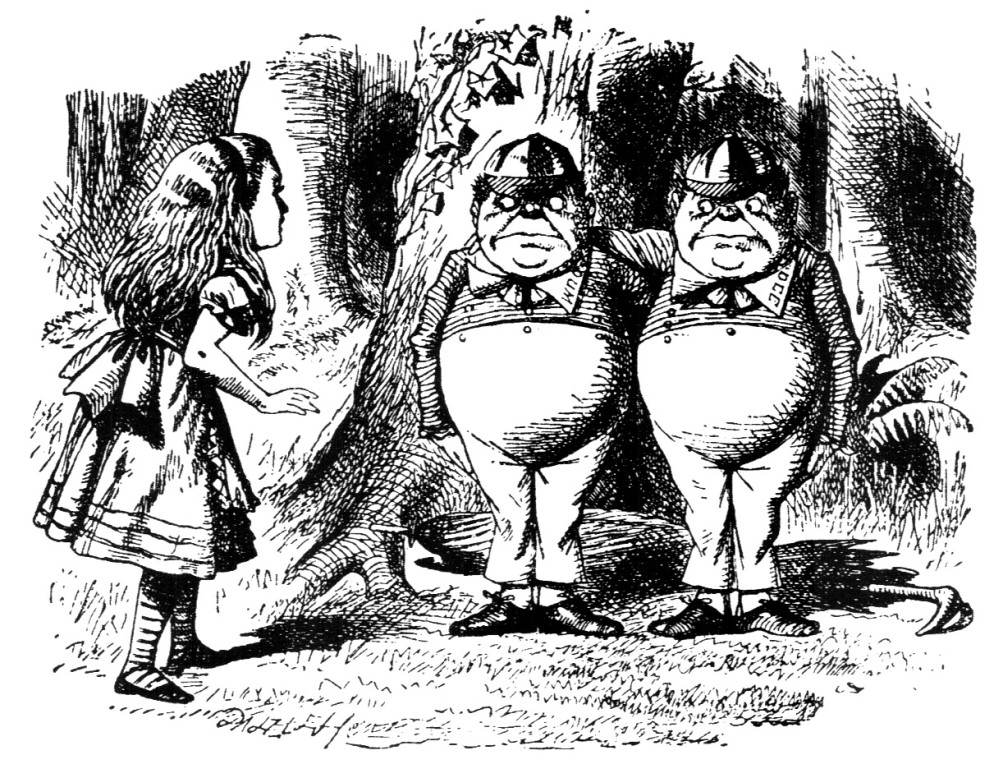
Alice trifft zum ersten Mal die Zwillinge, Illustration von Sir John Tenniel

Alice trifft bei ihrem Weg durch den Wald auf die Zwillinge Zwiddeldum und Zwiddeldei (engl. Tweedledum & Tweedledee). Sie fragt die beiden nach dem Weg, doch anstatt ihr zu helfen, fangen die beiden an zu tanzen und Poesie in Form des Gedichtes Das Walroß und der Zimmermann zu rezitieren. Alice wird von einem lauten Geräusch abgelenkt, was sich als das Schnarchen des Schwarzen Königs entpuppt, der an einen Baum gelehnt schläft. Die Zwillinge wollen Alice glauben machen, dass sie nur in des Königs Traum existieren und bei seinem Erwachen verschwinden werden. Schließlich fangen die beiden Brüder der Handlung des Kinderreims, dem sie entstammen, folgend, an zu kämpfen, werden aber dann von einer großen Krähe verjagt. Alice flüchtet sich in den Wald, wo sie einen Schal findet.

### Kapitel V: Schaf und Ruder
Der Schal gehört der Weißen Königin, die aber sehr verwirrt zu sein scheint und immerzu das Wort Butterbrot vor sich hinmurmelt, doch im nächsten Moment ihre Gabe der Präkognition zeigt, denn sie kann zukünftige Ereignisse voraussagen. Die Weiße Königin und Alice überqueren zusammen einen kleinen Bach und gelangen so ins Fünfte Feld. Die beiden befinden sich nun in einem kleinen Laden und die Königin hat die Gestalt eines sprechenden Schafes angenommen. Bald darauf verwandelt sich der Laden und Alice befindet sich zusammen mit dem Schaf in einem Ruderboot, wo das Schaf sie anweist, das Blatt flachzuhalten, da sie sonst einen Krebs fangen würde. Alice und das Schaf befinden sich darauf wieder im Laden, wo Alice ein Ei kauft, es aber nicht zu fassen bekommt. Beim Umherirren durch den Laden überquert sie erneut einen Bach und gelangt so ins Sechste Feld.

### Kapitel VI: Goggelmoggel

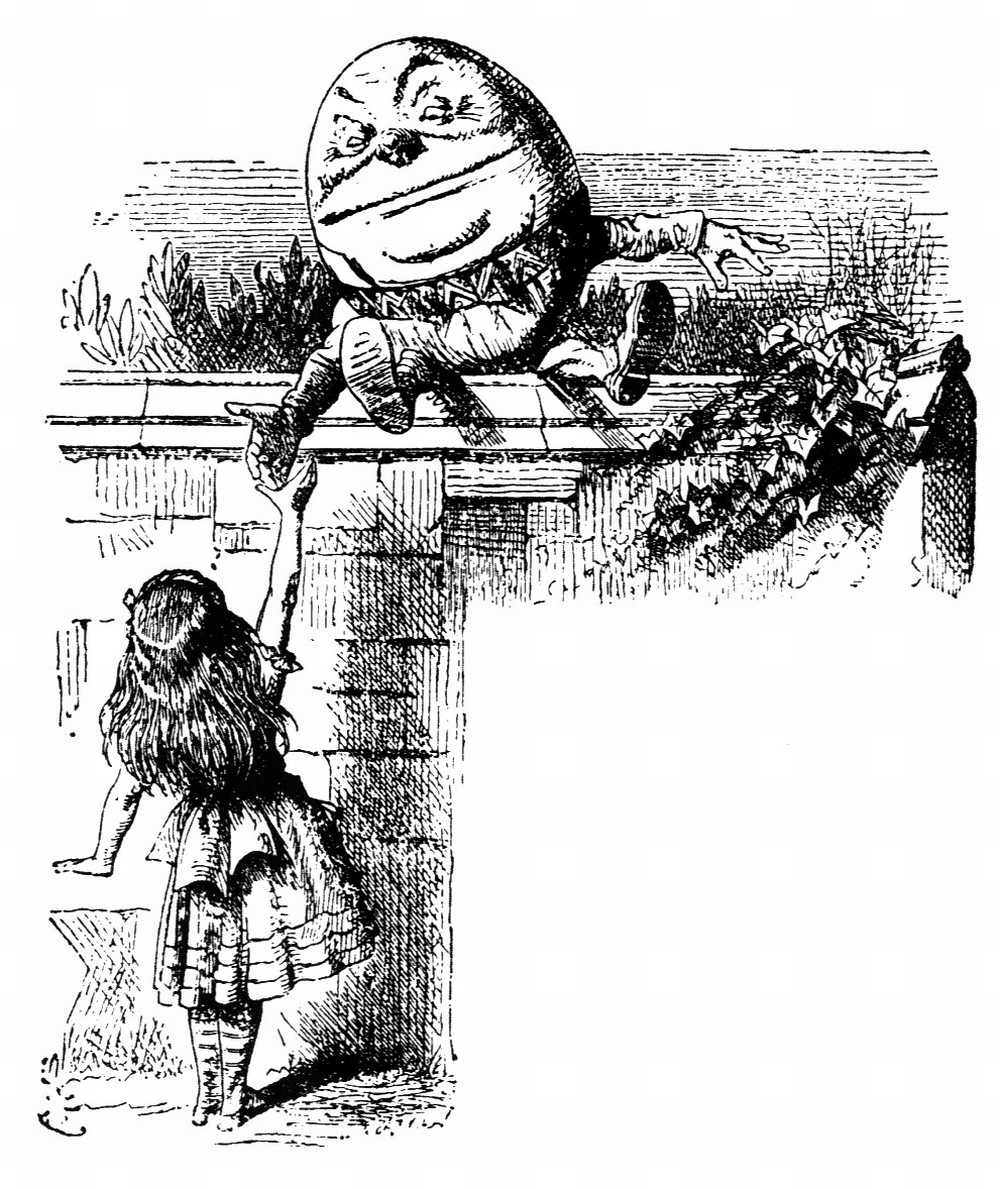
Alice trifft Humpty Dumpty, Illustration von Sir John Tenniel

Das Ei, das Alice im Laden kaufen wollte, vergrößert und verändert sich immer mehr, bis es sich schließlich in Goggelmoggel (engl. Humpty Dumpty), eine Figur aus einem bekannten englischen Kinderreim, verwandelt. Alice unterhält sich mit dem Ei über ihr Alter und die Krawatte, welche Alice fälschlicherweise für einen Gürtel hielt, die Goggelmoggel zu seinem Nichtgeburtstag von dem Weißen König und der Weißen Königin bekommen hat. Sie bittet ihn dann, ihr das Nonsensgedicht Jabberwocky aus dem ersten Kapitel zu erklären. Im selben Atemzug erklärt er Alice und dem Leser auch das Konzept des Kofferwortes. Als Alice weiterziehen möchte, kommt sie nicht weit, bevor sie von lautem Krach überrascht wird.

### Kapitel VII: Löwe und Einhorn

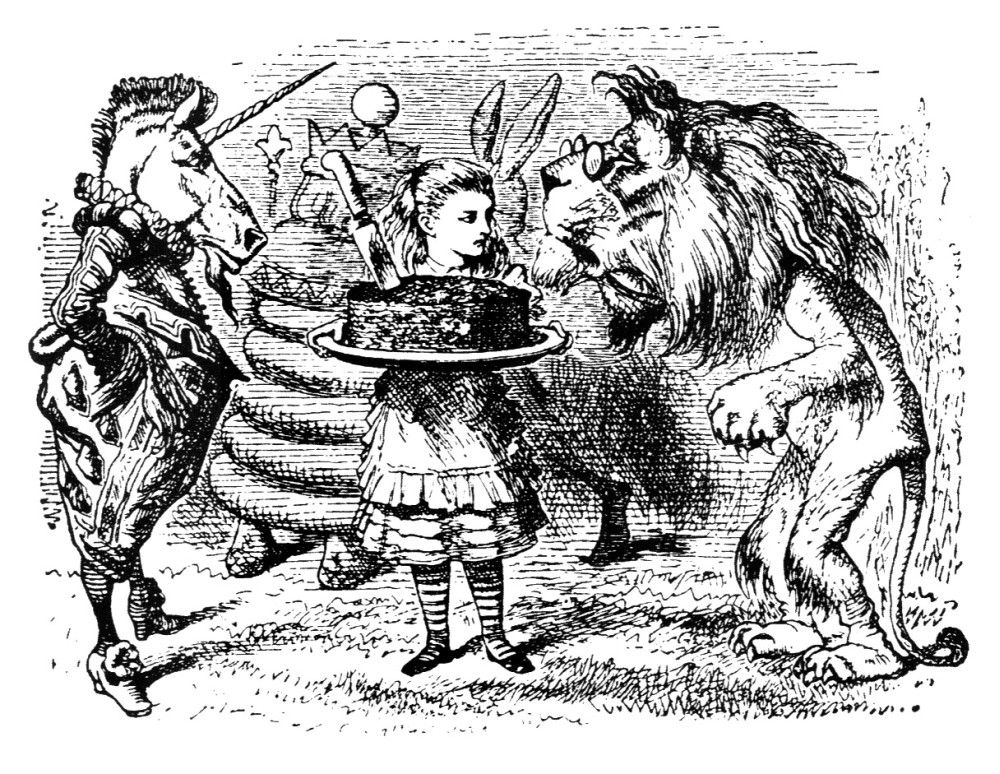
Alice mit Löwe und Einhorn, Illustration von Sir John Tenniel

Der Lärm kommt von den vielen Soldaten, die auf einmal durch den Wald marschieren. Als sie aus dem Wald ins freie Gelände gelangt, findet Alice den Weißen König und seine angelsächsischen Boten Hasa und Hutma (Tenniels Illustrationen der beiden zeigen, dass es sich um den Hutmacher und den Märzhasen aus Alice im Wunderland handelt). Die Boten berichten, dass der Löwe und das Einhorn, wie in dem Kinderreim aus dem sie stammen, um die Krone des Weißen Königs kämpfen. Alice entfernt sich schließlich von dem Kampf und springt über einen weiteren Bach in das Siebte Feld.

### Kapitel VIII: Die Erfindungen des Weißen Ritters

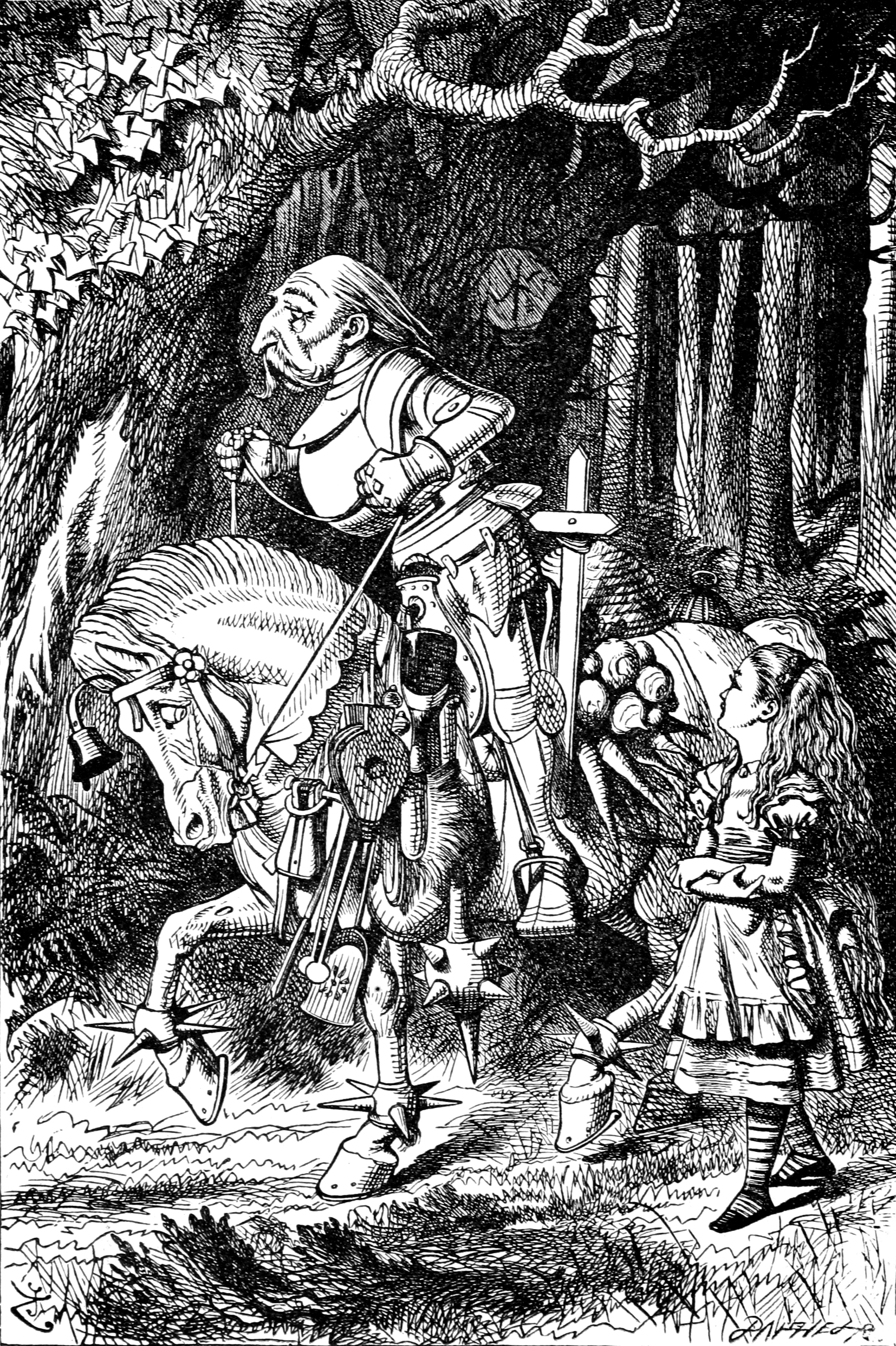
Alice und der Weiße Ritter, Illustration von Sir John Tenniel

Alice findet sich allein in dem neuen Feld wieder, bis sie von einem Schwarzen Ritter entdeckt wird, der sie gefangen nehmen will, doch ein Weißer Ritter kommt zu ihrer Rettung. Der Ritter begleitet Alice durch den Wald und fällt dabei wiederholt von seinem Pferd. Er singt ihr auch ein selbst komponiertes Lied vor, bevor Alice sich von ihm verabschiedet, den letzten Bach überquert und endlich ins Achte Feld gelangt, wo sie sich mit einer Krone auf ihrem Kopf wiederfindet.

### Kapitel IX: Königin Alice

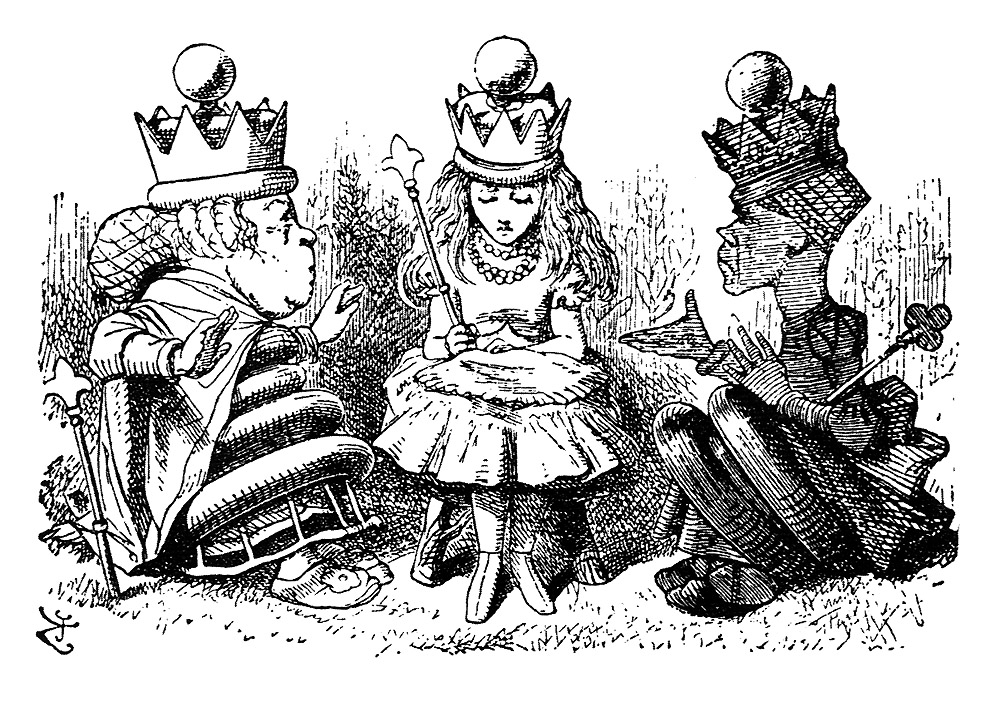
Alice, die Weiße und die Schwarze Königin, Illustration von Sir John Tenniel

Mit Überqueren des letzten Baches ist Alice automatisch zur Königin gekrönt worden. Kurz darauf trifft sie die Schwarze und die Weiße Königin, die mit Rechenaufgaben, dem ABC und praktischen Fragen prüfen wollen, ob Alice wirklich eine Königin sein kann. Schließlich findet eine Feier zu Ehren von Alices Krönung statt, die aber schnell im Chaos ausartet. Alice packt die Schwarze Königin, die sie für alles was geschehen ist verantwortlich macht, und fängt an sie zu schütteln.

### Kapitel X: Rohe Behandlung
Alice schüttelt die geschrumpfte Königin, die sich immer mehr verändert.

### Kapitel XI: Rasche Verwandlung
Nämlich in ein schwarzes Kätzchen.

### Kapitel XII: Wer träumt wen?
Alice wacht in ihrem Sessel auf und hält ihr schwarzes Kätzchen, welches sie mit der Schwarzen Königin assoziiert, während das weiße Kätzchen für die Weiße Königin steht. Alice grübelt, wessen Traum es nun schlussendlich war, ihrer oder doch der des Schwarzen Königs. Das Buch besitzt ein Gedicht als eine Art Epilog, in dem das Leben selbst mit einem Traum verglichen wird.

## Der Wesperich mit der Perücke
Alice hinter den Spiegeln sollte ursprünglich 13 Kapitel und 51 Illustrationen beinhalten. Das entfernte Kapitel hieß The Wasp in a Wig. Der Grund dafür war, dass Tenniel mit der Illustration nicht zurechtkam, denn er konnte sich einfach keine Wespe mit einer Perücke vorstellen. So schrieb er Carroll, dass die Episode sich nicht qualitativ auf der gleichen Ebene befinde wie die anderen zwölf. Carroll nahm sich der Kritik an und strich die schon gesetzte Geschichte komplett. Dieser Teil galt jahrelang als verloren, bis er 1974 in einem Katalog beim Auktionshaus Sotheby wieder auftauchte.
Die Episode beschreibt Alices Begegnung mit einer Wespe, die eine gelbe Perücke trägt, und beinhaltet ein weiteres Gedicht.

## Schachmotiv

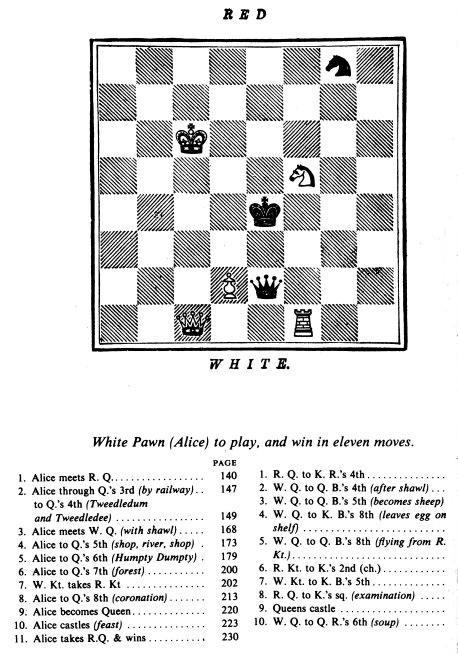
Diagramm der Schachzüge, von Lewis Carroll

Wo Carroll sich für Alice im Wunderland an Spielkarten als Motiv orientierte, bedient er sich für Hinter den Spiegeln nun beim Schachspiel. Die meisten Charaktere, die Alice trifft, sind Schachfiguren und sie selbst bewegt sich als Bauer über das riesige Schachbrett. Alice muss, um zur Königin gekrönt zu werden, bis zum achten Feld kommen und muss, um von einem Feld zum anderen zu gelangen, insgesamt sechs Bäche überqueren, die im Text mit Sternchen (* * * *) gekennzeichnet sind. Diese Bäche repräsentieren die Grenzen der Felder des Schachbrettes und dokumentieren Alices Vorankommen im Spiel. Dass Schwarz und Weiß abwechselnd ziehen, hätte laut Carroll selbst besser eingehalten werden können, aber generell sind die Spielregeln befolgt worden.

## Figuren
- Alice: Die Heldin aus Alice im Wunderland begibt sich ein halbes Jahr nach ihrem Abenteuer im Wunderland auf eine Reise hinter den Spiegel. Obwohl sie kaum älter ist (hier: siebeneinhalb),[13] gibt sich Alice im zweiten Buch um einiges selbstsicherer und cleverer.
- Schwarze/Rote Königin: Die erste Schachfigur mit der sich Alice in der Spiegelwelt unterhält, ist die lebensgroße schwarze Königin. Sie teilt Alice der weißen Seite zu, was die Königin somit automatisch zu Alices Gegenspielerin macht. Die Königin ist sehr pedantisch und herrisch und belehrt Alice wie eine Lehrerin. Carroll selbst beschrieb sie als kühl und strikt, aber nicht gänzlich unfreundlich; sie besitzt alle Eigenschaften einer Gouvernante.[14] nicht zu verwechseln mit der Herzkönigin (Queen of Hearts) aus Alice im Wunderland. In Verfilmungen werden die beiden Charaktere oft zu einem verschmolzen, der dann meist die Charakteristika der Herzkönigin hat, aber nach der Roten Königin benannt ist.
- Schwarzer/Roter König: Der König bleibt die ganze Partie über passiv, da er schlafend unter einem Baum liegt. Zwiddeldum und Zwiddeldei behaupten dann, dass Alice nur ein Teil seines Traumes ist und beim Aufwachen einfach verschwindet. Alice setzt ihn später schachmatt, als sie die Königin am Ende des Festes hochnimmt und schüttelt.
- Weiße Königin: Alice sieht die Königin und den König, noch in ihrer Spielfigurengröße, zum ersten Mal im Spiegelhaus, als die beiden nach ihrer Tochter Lily suchen. Später rennt die Königin Alice entgegen, als diese ihren Schal gefunden hat. Carroll beschreibt die Weiße Königin als vornehm und einfühlsam, und zugleich als dumm und hilflos wie ein Neugeborenes.[15]
- Weißer König: Wie die weiße Königin sieht Alice ihn das erste Mal im Spiegelhaus, wo er noch so groß wie eine normale Schachfigur ist. Das nächste Mal trifft Alice ihn, diesmal lebensgroß, beim Kampf von Einhorn und Löwe.
- Goggelmoggel: Besser bekannt als Humpty Dumpty, stammt diese Figur aus dem gleichnamigen Kinderreim. Er ist sehr geschickt im Umgang mit Sprache und macht sich Worte zunutze, wie es ihm beliebt. So haben für ihn Namen wie Alice eine generelle Bedeutung, und gewöhnliche Worte bedeuten, was immer Humpty Dumpty möchte.[16]
- Jabberwocky: Das drachenartige Wesen taucht nur in dem gleichnamigen Gedicht auf, das Alice in einem Buch im Spiegelhaus findet. Carroll wollte den Jabberwocky zunächst als Titelbild verwenden, entschied sich dann aber doch dagegen, da Kinder ihn vielleicht zu gruselig finden könnten.[17]
- Zwiddeldum und Zwiddeldei (engl. Tweedledum and Tweedledee): Die beiden aus dem gleichnamigen Kinderreim stammenden Zwillinge sind enantiomorph, d. h., sie sind Spiegelbilder voneinander. So strecken die beiden zur Begrüßung jeweils einer die rechte Hand und der andere die linke Hand entgegen.[18]
- Weißer Ritter: Eine der wenigen Figuren, die Alice mit Freundlichkeit entgegentritt und sie respektvoll und höflich behandelt. Es wird vermutet, dass der Weiße Ritter auf Carroll selbst basiert, da sowohl die physische Beschreibung – wirres Haar, freundliches Gesicht, große Augen –, als auch einige Charaktereigenschaften – Spaß am Erfinden und Hang dazu, Sachen aus einem anderen Winkel zu sehen – auf Carroll zutreffen.[19] Illustrator John Tenniel illustrierte den Ritter allerdings als Selbstporträt, was Carroll nicht gefiel, doch Tenniel setzte sich durch.[20] Zudem ist Tenniels Bild des Ritters als Parodie auf das beliebte Gemälde Sir Isumbras at the Ford (1857) von John Everett Millais zu sehen.[21]
- Walross und Zimmermann: Die beiden Hauptfiguren aus dem gleichnamigen Gedicht, welches Zwiddeldum und Zwiddeldei Alice erzählen. Carroll gab Tenniel das Manuskript für die Illustration, ließ ihm dabei aber die Wahl, entweder einen Zimmermann, einen Schmetterling oder einen Baronet zu malen, da alle drei Worte zu dem Reimschema passten. Dies zeigt, dass nicht immer ein bestimmter Symbolismus hinter Carrolls Gedichten stecken muss, sondern dass sie hauptsächlich der Unterhaltung von Kindern dienen.[22]
- Hutma und Hasa: Bei den beiden angelsächsischen Boten des Weißen Königs handelt es sich um den Hutmacher und den Märzhasen aus Alice im Wunderland.
- Löwe und Einhorn: Zwei weitere Figuren aus einem Kinderreim kämpfen um die Krone des Weißen Königs, was ihren Kampf so absurd macht. Der Reim war im frühen 17. Jahrhundert beliebt, als Schottland und England sich zusammenschlossen, was in einem neuen Wappen resultierte, welches sowohl vom schottischen Einhorn als auch vom englischen Löwen geziert wird.[23] Tenniels Illustration der beiden Charaktere wurde als Karikatur der beiden Politiker Benjamin Disraeli (Einhorn) und William Ewart Gladstone (Löwe) aufgefasst. Ob dies Carrolls Intention war, ist aber bis heute ungeklärt.[24]

## Mediale Umsetzung

### Film und Fernsehen
Alice hinter den Spiegeln wurde viele Male verfilmt, meist aber in Kombination mit Alice im Wunderland.

#### Nur aufAlice hinter den Spiegelnbasierend
Eine der ältesten Verfilmungen des Buches stammt aus dem Jahr 1928 und hieß Alice Through a Looking Glass (Regie Walter Lang). 1966 erschien eine Musicalversion mit Judy Rolin und Jack Palance in den Hauptrollen. (Siehe Alice Through the Looking Glass (1966)). Es wurden auch einige Fernsehversionen produziert, unter anderem die 1973 erschienene BBC-Version, ein 1998 veröffentlichter Spielfilm namens Alice im Spiegelland mit Kate Beckinsale in der Hauptrolle, der auch erstmals die verlorene Wesperich mit der Perücke-Episode beinhaltete, und ein Animationsfilm mit den Stimmen von Mr. T und Phyllis Diller aus dem Jahr 1987.

#### In Kombination mitAlice im Wunderland
Filme, die beide Geschichten kombinierten, waren u. a. der 1933 erschienene Spielfilm mit Gary Cooper und Cary Grant. Elemente von Alice hinter den Spiegeln waren z. B. das Auftreten von Humpty Dumpty, der Weißen Königin und des Weißen Ritters. Auch der 1951 erschienene Disney-Zeichentrickfilm Alice im Wunderland zeigt mit den beiden Gedichten Jabberwocky und Das Walroß und der Zimmermann Episoden aus dem zweiten Buch. In dem 2010 erschienenen Film von Tim Burton erscheinen ebenfalls viele Elemente aus Hinter den Spiegeln wie das Vorkommen der Weißen Königin und des Jabberwocky, der eine größere Rolle einnimmt. Auch für dessen 2016 veröffentlichte Fortsetzung Alice im Wunderland: Hinter den Spiegeln diente der Roman als Vorlage.

### Theater
Schon 1886 brachte Carroll die beiden Bücher mit der Operette Alice in Wonderland: A Musical Dream Play, in two Acts, for Children and Others auf die Bühne. Das Stück war ein finanzieller Erfolg, Carroll selbst gab ihr aber nur eine mittelmäßige Bewertung. 1980 spielte Meryl Streep die Rolle der Alice in der Bühnenproduktion Alice in Concert. Im Jahr 2007 wurde eine akrobatische Version der beiden Bücher unter dem Titel Lookingglass Alice uraufgeführt, die momentan unbefristet in Chicago läuft.

## Kulturelle Rezeption

### In der Literatur
In dem Jugendbuch Das Haus hinter dem Spiegel von Frank Schuster gibt es zahlreiche intertextuelle Anspielungen auf Alice hinter den Spiegeln. Der Roman handelt von einem zehnjährigen Mädchen namens Eliza, das behauptet, aus dem Reich hinter den Spiegeln in die Welt der Menschen gelangt zu sein. Auch das Schachmotiv wird aufgegriffen sowie einige Figuren aus Lewis Carrolls Roman, etwa Goggelmoggel, Zwiddeldum und Zwiddeldei. Der Name des Mathe- und Englischlehrers Karl-Ludwig Hundsen, der dem Mädchen aus ihrer Misere hilft, spielt auf Carrolls bürgerlichen Namen Charles Lutwidge Dodgson an.

### In Filmen
Der 1977 entstandene Film Jabberwocky unter der Regie von Terry Gilliam spinnt die Geschichte des gleichnamigen Gedichtes weiter. In dem Disney Kurzfilm Mickey im Traumland betritt Mickey Mouse durch einen Spiegel ein bizarres Land. Donald Duck trifft in dem 1959 erschienenen Kurzfilm Donald im Land der Mathemagie als Alice verkleidet die Rote Königin auf einem Schachbrett.

### Weitere
„Hierzulande musst du so schnell rennen, wie du kannst, wenn du am gleichen Fleck bleiben willst“, spricht die Rote Königin zu Alice.
Leigh Van Valen nutzte diesen Ausspruch in der Evolutionstheorie als Red-Queen-Hypothese. Hierbei muss eine Art leistungsfähiger werden, um ihre aktuelle Stellung beibehalten zu können.